# Губисцкали
Губисцкали (груз. გუბისწყალი) — село в Грузии, на территории Цхалтубского муниципалитета края (мхаре) Имеретия.

## География
Село находится в западной части Грузии, на левом берегу реки Губисцкали, на расстоянии приблизительно 4 километров (по прямой) к западо-юго-западу от города Цхалтубо, административного центра муниципалитета. Абсолютная высота — 101 метр над уровнем моря.

## Население
По результатам официальной переписи населения 2014 года, в Губисцкали проживало 443 человека (225 мужчин и 218 женщин). В национальной структуре населения грузины составляли 100 %.
| Год  | Население, человек |
| ---- | ------------------ |
| 2002 | 713                |
| 2014 | ↘ 443              |